# Castro de As Modias
Castro de Las Modias es un castro de colina fortificada situado en el municipio de Cabañas.

## Descripción
Está situado en una península de forma casi oval. El río Castro hace de defensa natural. Por el norte el terraplén llega hasta el río. El castro está cortado por el  oeste por la trinchera del tren. El recinto central mide unos 80 por 100 metros. Está arrodeado por un terraplén rematado en un muro de tierra de un metro de altura en el interior y de dos a cuatro metros en el exterior; el muro desaparece casi en su totalidad en la cara norte.
La croa está dividida en parcelas empleadas como plantación de eucaliptos y prados.
En As Modias se halló el torque de Porto que fue adquirido por la Diputación Provincial de La Coruña en 1868, se conserva actualmente en el Museo Arqueológico e Histórico del Castillo de San Antón.